# Przezmark-Osiedle
Przezmark-Osiedle – osada w Polsce położone w województwie warmińsko-mazurskim, w powiecie elbląskim, w gminie Elbląg.
W latach 1975–1998 miejscowość położona była w województwie elbląskim.